# Lucrecia Martel
Lucrecia Martel (sinh ngày 14 tháng 12 năm 1966) là một đạo diễn, nhà biên kịch và nhà sản xuất người Argentina có phim truyện thường được trình diễn tại Cannes, Venice, Berlin, Toronto và nhiều liên hoan phim quốc tế khác. Nhà nghiên cứu điện ảnh Paul Julian Smith đã viết vào năm 2015 rằng cô là “tượng đài nổi tiếng nhất (auteur) trong rạp chiếu phim nghệ thuật tiếng Tây Ban Nha bên ngoài Mỹ Latinh” và rằng “phẩm chất xuyên quốc gia và tính cách đòi hỏi tiêu chuẩn cao đã mang về cho cô một danh tiếng xứng đáng trong các Liên hoan phim nghệ thuật thế giới.. Tương tự, nhà nghiên cứu điện ảnh Haden Guest đã gọi cô là “một trong những nhà làm phim có tài năng nhất của điện ảnh thế giới đương đại,”  và nhà nghiên cứu điện ảnh David Oubiña đã gọi các tác phẩm của cô là “những tác phẩm hoàn hảo hiếm hoi.”  Vào tháng 4 năm 2018, Vogue gọi cô là "một trong những đạo diễn vĩ đại nhất thế giới hiện nay".
Bộ phim đầu tay năm 2001 của cô La Ciénaga ("The Swamp"), kể về một gia đình tư sản xa hoa trải qua mùa hè trong một nhà nghỉ tồi tàn ở tỉnh Salta, Argentina, được quốc tế đánh giá cao khi phát hành và giới thiệu phong cách mới và quan trọng cho điện ảnh Argentina. David Oubiña gọi đó là "một trong những thành tựu cao nhất" của Điện ảnh Argentina mới, một làn sóng làm phim đương đại bắt đầu vào giữa những năm 1990 để phản ứng với hàng thập kỷ khủng hoảng chính trị và kinh tế ở nước này. Oubiña đã viết: Bộ phim là "một biểu hiện hiếm hoi về một khoảnh khắc cực kỳ rắc rối trong lịch sử gần đây của quốc gia này. Nó là một kiệt tác của sự trưởng thành đơn nhất ".
Ba bộ phim thành công của Martel nhận được nhiều lời khen ngợi từ quốc tế: bộ phim dành cho thanh thiếu niên The Holy Girl (2004), phim kinh dị tâm lý The Headless Woman (2008), và bộ phim chuyển thể kịch bản Zama (2017).

## Tuổi thơ
Là đứa con thứ hai trong bảy người con, Martel sinh ra và lớn lên ở Salta, Argentina. Cha cô Ferdi sở hữu và điều hành một cửa hàng sơn, trong khi mẹ cô, Bochi hy sinh toàn thời gian cho gia đình. Cha mẹ cô gặp nhau ở trường đại học (nơi Ferdi học khoa học và Bochi học triết học) và kết hôn năm 24 tuổi. Cuối cùng, họ rút lui khỏi sự nghiệp và định cư ở Salta.
Ở trường tiểu học, người chú hiệu trưởng của Martel đã giúp cô phát triển sở thích về thần thoại, tiếng Hy Lạp và tiếng Latinh. Năm lớp 5, cô đặt mục tiêu được vào học tại trường trường trung học "cực kỳ công giáo" và ưu tú Bachillerato Humanista Moderno, bởi vì đây là trường duy nhất ở Salta có các lớp học bằng ngôn ngữ cổ. Cha mẹ cô phản đối trường này vì truyền thống tinh hoa của nó, họ cảm thấy sự khác biệt trong lớp, nhưng, vì các cựu học sinh nổi tiếng của trường và Martel, họ đã không ngăn cô theo đuổi ước mơ. Cuối cùng, Martel đã vượt qua kỳ thi tuyển sinh khắt khe và đăng ký vào trường vào lớp sáu. Vì cô xuất thân từ một gia đình trung lưu lâu đời, như cô đã nói trong một cuộc phỏng vấn năm 2008 với Tạp chí BOMB, Martel cảm thấy như một người ngoài cuộc tại trường. Các bạn của cô, cô nói, đã theo học tại trường vì gia đình họ mong đợi họ học, trong khi cô chỉ theo học tại trường này để cô có thể học tiếng Hy Lạp và tiếng Latinh. Trong một cuộc phỏng vấn năm 2018 với tạp chí Gatopardo, mẹ cô nói rằng tại trường, Martel là một học sinh xuất sắc, nhưng cũng cực đoan và đầy thách thức, người rất xuất sắc trong ngành khoa học.
Trong nhà của mình, Martel nói rằng "có một sự tận tâm rất sâu sắc đối với việc kể chuyện." Cha, mẹ và bà ngoại của cô, Nicolasa là "những người kể chuyện rất hay" và kể cho cô và sáu anh chị em của cô "rất nhiều câu chuyện" để giữ cho họ im lặng trên giường trong khi những người lớn ngủ trưa. Cô đặc biệt thích thú với cách bà của cô sử dụng những âm thanh, âm điệu khác nhau và những khoảng dừng được chọn lựa cẩn thận để thiết lập "bầu không khí" trong những câu chuyện tưởng tượng, đáng sợ của bà. "Khi còn là một đứa trẻ," Martel nói, "và ngay cả ngày nay, tôi luôn bị cuốn hút bởi hình thức không chỉ là những câu chuyện và kể chuyện, mà còn về cuộc trò chuyện và cách mọi người tạm dừng và để lại không gian cho ai đó can thiệp. Tất cả những cách mà, đặc biệt là khi bạn là một đứa trẻ, bạn bị quyến rũ và lèo lái chỉ bằng lời nói." Cô nói rằng niềm đam mê của cô với "thế giới trò chuyện" này trong cách kể chuyện bằng miệng là điều thúc đẩy niềm đam mê của cô với cách kể chuyện điện ảnh và sự nhấn mạnh vào âm thanh trong các bộ phim của cô.
Martel lần đầu tiên sử dụng máy quay video khi cô "15 hoặc 16", cô nói, sau khi cha cô mua một chiếc để lưu giữ những kỷ niệm về gia đình lớn của họ. "Một khoản đầu tư rất lớn cho chúng tôi," cô nói về máy ảnh, không ai trong gia đình sử dụng nó ngoài cô. "Tôi bắt đầu ghi âm cuộc trò chuyện và những việc thường ngày: chuyện gia đình", cô nói. "Gia đình tôi đã quen với điều đó bởi vì tôi luôn quay phim. Có khoảng thời gian hai hoặc ba năm trong cuộc sống gia đình của chúng tôi, mà tôi hoàn toàn không xuất hiện trong video hoặc ảnh, bởi vì tôi luôn đứng sau máy quay. Việc khám phá ra thứ gì đó đã mê hoặc tôi, nhưng dường như sau đó tôi không biết rằng tương lai của tôi có thể liên quan đến nó." 
Khi cô 17 tuổi, cô cùng cha đến Buenos Aires và tham dự buổi chiếu phim của Camila (1984), một bộ phim được viết và đạo diễn bởi María Luisa Bepage và được sản xuất bởi Lita Stantic về một câu chuyện tình yêu thực sự và bi thảm giữa một linh mục và một phụ nữ trẻ của xã hội cao cấp ở Buenos Aires. Ấn tượng với các đạo diễn nữ của bộ phim và thành công phổ biến của bộ phim, Martel nói rằng do xem phim này cô đã nghĩ rằng rạp chiếu phim là công việc của phụ nữ, một sự nhầm lẫn, cô mô tả về nó, rằng "làm cô lầm tưởng trong nhiều năm.